# Maran (distrikt)

Marans läge i delstaten Pahang.

Maran är ett distrikt i delstaten Pahang, Malaysia. Distriktet har 115 424 invånare (2010).